# Martin Müürsepp
Martin Müürsepp (* 26. September 1974 in Tallinn, Estnische SSR) ist ein ehemaliger estnischer Basketballspieler und heutiger -trainer. Mit AEK Athen gewann er den Saporta Cup und mit UNICS Kasan die FIBA Europe League. Er spielte zwei Jahre in der nordamerikanischen Profiliga NBA für die Miami Heat und die Dallas Mavericks.

## Werdegang

### Anfänge
In seiner Jugend spielte Müürsepp zunächst Fußball, ehe er im Alter von neun Jahren mit dem Basketballspielen begann. Er wurde 1989 erstmals in eine Jugendauswahl der Basketballnationalmannschaft der Sowjetunion berufen und im Jahr darauf von BC Kalev verpflichtet. Im jugendlichen Alter spielte er bereits in Schweden und Israel, ehe er 1995 zurück nach Estland kam. Dort wurde er von JK Tallinna Kalev verpflichtet.

### NBA
In Tallinn spielte sich Müürsepp so sehr ins Rampenlicht, dass er 1996 im NBA Draft zur Auswahl stand. Dort wurde er schließlich an 25. Stelle von den Utah Jazz ausgewählt, die ihn umgehend zu den Miami Heat transferierten. Dort spielte er beim damaligen Trainer Pat Riley keine Rolle, kam nur auf insgesamt 27 Einsatzminuten, und wurde noch in derselben Saison zu den Dallas Mavericks transferiert, wo er etwas mehr Einsatzzeiten hatte. In der Saison 1997/98 spielte er weiterhin für die Mavericks und kam auf 14 Minuten– sowie 5,7 Punkte pro Spiel.

### Europa
Nachdem Müürsepp bei Dallas nicht mehr zum Einsatz gekommen war, wechselte er 1999 nach Griechenland. Zuerst spielte er dort bei Aris Thessaloniki und zwischen 1999 und 2001 beim AEK Athen. Mit AEK gewann er 2000 den Saporta Cup und zweimal den griechischen Pokal.
Zwischen der Saison 2001/02 und 2005/06 spielte Martin Müürsepp bei mehreren russischen Spitzenklubs. Mit UNICS Kasan gewann er 2004 die FIBA EuropeLeague, in der er außerdem als wertvollster Spieler des Final Four ausgezeichnet wurde. In dieser Zeit spielte er auch mit ZSKA Moskau in der EuroLeague und gewann außerdem den griechischen Pokal.
2006 ging er zurück nach Estland, wo er für Tartu Rock auflief und die estnische Meisterschaft gewann. 2007 spielte er für ein Jahr bei den Melbourne Tigers in Australien, ehe er wegen einer schweren Verletzung 2008 zurück zum BC Kalev wechselte, wo seine Profilaufbahn begann. Mit dem BC gewann er 2009 den estnischen Basketballpokal, seinen letzten Titel. Sein letztes Jahr als Spieler verbrachte er bei BC Rakvere Tarvas. Danach beendete er seine Spielerkarriere.

### Trainertätigkeit
Martin Müürsepp begann unmittelbar nach seinem Karriereende als Spieler, als Trainer zu arbeiten. Seine erste Station wurde sein „Heimatverein“ BC Kalev, bei dem er Assistenztrainer wurde. Im Jahr 2013 arbeitete er zusätzlich als Assistenztrainer für die belarussische Nationalmannschaft. Mitte Januar 2019 wurde er zum Cheftrainer von Kalev Tallinn befördert, nachdem sich die Mannschaft zuvor von Gert Kullamäe getrennt hatte.

## Erfolge
- Saporta-Cup Sieger mit AEK Athen (2000)
- EuropeLeague-Sieger mit UNICS Kasan (2004)
- Griechischer Pokalsieger mit AEK Athen (2000)
- Russischer Pokalsieger mit ZSKA Moskau (2005)
- Estnischer Meister mit Tartu Rock (2007)
- Estnischer Pokalsieger mit BC Kalev (2008)

### Auszeichnungen
- Finals MVP der EuropeLeague (2004)